# اچ‌ام‌اس اسکورپیون (۱۷۹۴)
اچ‌ام‌اس اسکورپیون (۱۷۹۴) (به انگلیسی: HMS Scorpion (1794)) یک کشتی بود که طول آن ۶۶ فوت ۵ اینچ (۲۰٫۲۴ متر) بود. این کشتی در سال ۱۷۹۴ ساخته شد.